# Archaeornithoides
Archaeornithoides is een geslacht van theropode dinosauriërs, behorend tot de groep van de Maniraptora, dat tijdens het late Krijt leefde in het gebied van het huidige Mongolië. De enige benoemde soort is Archaeornithoides deinosauriscus.

## Vondst en naamgeving
In 1965 vond een Pools-Mongoolse expeditie bij Bajn Dzak in de Gobiwoestijn de schedel van een jonge theropode. De vondst werd in 1983 gemeld door Andrzej Elzanowski als een mogelijke vogelverwant. In 1988 meende Gregory S. Paul dat het de vondst van een jong van een aublysodontine tyrannosauride betrof.
In 1992 werd de typesoort Archaeornithoides deinosauriscus benoemd en beschreven door Elzanowski en Peter Wellnhofer. Hierbij werd de oorspronkelijke identificatie als een vogelverwant gehandhaafd, zoals ook bleek uit de geslachtsnaam die afgeleid is van het Oudgriekse ἀρχαῖος, archaios, "oeroud"; ὄρνις, ornis, "vogel"; en εἶδος, eidos, "vorm". De soortaanduiding betekent "kleine dinosauriër", een verwijzing naar de geringe grootte.
Het holotype, ZPAL MgD-II/29, is gevonden in een laag van de Djadochtaformatie die dateert uit het late Campanien, ongeveer zeventig miljoen jaar oud. Het bestaat uit een middendeel van een schedel waaronder beide bovenkaaksbeenderen met daarin tanden, een voorste stuk jukbeen, elementen van het verhemelte, en een mogelijk stuk van het parasfenoïde van de hersenpan. Daarnaast zijn, met de schedel in een steenklomp verbonden, de voorste stukken van beide onderkaken aanwezig. Het gaat om een onvolgroeid dier.
Het fossiel werd door de auteurs in 1993 meer in detail beschreven. De voorkant van het kopfragment is gaaf bewaard gebleven, maar de achterkant is beschadigd. De beschrijvers verklaarden dat niet als het gevolg van een toevallig verschil in erosie, maar meenden dat de kop door een roofdier doormidden was gebeten, misschien een zoogdier als Deltatheridium. Op de achterste tak van het rechterbovenkaaksbeen is namelijk een diepe ovale uitholling aanwezig die gezien werd als een bijtspoor. Het was indertijd het eerste dinosauriërfossiel dat aanwijzingen voor predatie door zoogdieren zou vertonen. In 2002 stelde James Michael Clark zelfs dat het specimen in zijn geheel ingeslikt en weer uitgepoept kon zijn, zodat het eigenlijk een coproliet was.
Omdat het om een jong gaat, is later gesuggereerd dat dit van een al bekend taxon kon zijn en Archaeornithoides daarmee een jonger synoniem. Concrete kandidaten met typerende kenmerken zijn echter nooit aangewezen.

## Beschrijving
Het holotype van Archaeornithoides betreft een zeer klein exemplaar. Het bewaarde steenklompje heeft een lengte van drie centimeter; de stukken onderkaak zijn daarin nog het langst met zevenentwintig millimeter. De geschatte schedellengte is vijf centimeter en de geschatte lichaamslengte vijftig tot zestig centimeter. Het individu is daarmee een van de kleinste bekende dinosauriërs buiten de vogels; de volwassen omvang kan echter veel aanzienlijker zijn geweest, afhankelijk van de verwantschappen van het dier.
Een moderne bepaling van de onderscheidende kenmerken van Archaeornithoides ontbreekt, zowel wegens de jonge leeftijd van het individu als vanwege een onzekerheid over de verwantschappen.
Het bewaarde bovenkaaksbeen of maxilla wijst niet op een zéér langwerpige snuit. Wel is het element elegant gebouwd, grotendeels omdat het bovenaan over driekwart van de lengte begrensd werd door de grote schedelopening, de fenestra antorbitalis. De beennaad met de voorliggende praemaxilla is golvend en de voorrand van de maxilla toont zo twee duidelijke bultjes; bovenaan draait de naad scherp naar achteren. De achterste tak versmalt naar achteren toe; de interne gedeelten zijn zeer dun en gepneumatiseerd met een opvallend kanaal boven de tandkassen. Middenin ontmoeten ze elkaar in een duidelijke middenrichel op het hoog welvende verhemelte. In het bovenkaaksbeen staan naar schatting elf tanden; een rij van acht is bewaard. De voorste zes tanden staan op gelijkmatige afstand van één millimeter van elkaar en zijn ongeveer even groot; de vierde linkertand heeft een basisdoorsnede van 0,78 millimeter. De achterste twee bewaarde tanden worden kleiner — de achtste rechtertand heeft onderaan een doorsnee van 0,24 millimeter — en hebben veel grotere tussenruimten. De tanden zijn kegelvormig, licht gebogen en glad zonder waarneembare richels, kartelingen of snijranden. Ze zijn aan hun bases niet ingesnoerd. De voorste tand is perfect rond in doorsnede; de volgende zijn iets zijdelings afgeplat. De vijfde rechtertand en beide zesde tanden zijn iets D-vormig met een bol buitenste oppervlak. De achterste twee tanden zijn links rond in doorsnede maar rechts sterk afgeplat. Het is onduidelijk in hoeverre dit veroorzaakt is door compressie van het fossiel. Het verhemeltebeen is vierstralig met een slank uitsteeksel naar het pterygoïde en begrensde vermoedelijk achteraan een secundaire opening.
De onderkaken hebben een hoogte van 2,8 millimeter. Ze zijn vooraan, waar ze iets omhoogbuigen, vrij gaaf en lijken erop te wijzen dat het voorste snuitbot, de praemaxilla, niet meer dan vier millimeter vóór het bovenkaaksbeen kan hebben uitgestoken. In de onderkaken zijn vooraan drie, misschien vier tandkassen zichtbaar, maar het totaal aantal dentaire tanden zal veel hoger hebben gelegen; de schedel bedekt het achterste gedeelte. In de linkeronderkaak is één tand, de derde, bewaard gebleven en deze is kegelvormig. De dentaire tanden zijn kennelijk niet groter dan de maxillaire, maar staan wel dichter opeen met een tussenafstand van een halve millimeter. Dat zou kunnen betekenen dat er vooraan samen met de onbekende premaxillaire tanden een rozet gevormd werd. Zes putjes voor maxillaire tanden en drie voor premaxillaire tanden zijn zichtbaar. Er is geen spoor van interdentaalplaten. De tussenschotjes tussen de tandkassen hellen naar binnen toe omlaag tot ze de iets hogere binnenrand bereiken waarvan ze gescheiden zijn door een parallel aan de rand lopende groeve.

## Fylogenie
Elzanowski & Wellnhofer dachten dat de soort binnen de Theropoda een verwantschap had met de Spinosauridae, de Troodontidae en Lisboasaurus, maar nauwer dan die laatste aan de vogels verwant was — zodat ze eigenlijk de nauwste verwantschap met die laatste groep postuleerden. Ze meenden zelfs dat Archaeornithoides de zustersoort was van de Aves en dat er een aparte familie voor benoemd moest worden, de Archaeornithoididae. De verrassende overeenkomsten met de spinosauriden, voornamelijk bestaan uit de kegelvormige tanden geplaatst in een mogelijke rozet en de middenrichel op het verhemelte, zouden een aanwijzing zijn dat de vogels zich dieper in de theropode stamboom hadden afgesplitst dan meestal werd aangenomen.
Elzanowski en Wellnhofer zetten hun opvattingen geen kracht bij met een exacte cladistische analyse die had kunnen aangeven welke stamboom in feite de beste verklaring bood voor het gevonden patroon van kenmerken. Moderne studies achten het waarschijnlijkst dat Archaeornithoides tot de Troodontidae behoort, hoewel die positie niet sterk ondersteund wordt. Naar huidige inzichten zijn de spinosauriden een groep basale Tetanurae zonder enige speciale affiniteit met de Troodontidae of de vogels en is Lisboasaurus geen troödontide, maar een hagedis of een crocodylomorf. Omdat de groep van de troödontiden als een aparte aftakking of klade wordt gezien waartoe de — ofschoon nauw verwante — vogels niet behoren, kan het niet zijn dat enige troödontide nauwer aan de vogels verwant is dan een andere. Ook Archaeornithoides kan dus geen speciale status hebben als vogelverwant; het is zijn jonge leeftijd geweest die daarvan de illusie schiep.
Indien Archaeornithoides inderdaad een troödontide is, moet zijn positie in die groep basaal zijn geweest.